# Championnats du monde de trail 2009
Navigation
Édition précédente Édition suivante
Les championnats du monde de trail 2009, deuxième édition des championnats du monde de trail organisés par l'International Association of Ultrarunners, ont lieu le 12 juillet 2009 à Serre Chevalier, en France, lors de la onzième édition de la Merrell Sky Race (68 km, 3500 m D+).
Parmi les cinquante-deux athlètes représentant dix-neuf pays, il est remporté par le Français Thomas Lorblanchet chez les hommes et par l'Italienne Cecilia Mora chez les femmes.

## Podiums

### Hommes
| Catégorie  | Or                                 | Argent                              | Bronze                             |
| ---------- | ---------------------------------- | ----------------------------------- | ---------------------------------- |
| Individuel | Thomas Lorblanchet 6 h 38 min 18 s | Dawa Dachhiri Sherpa 6 h 56 min 8 s | Matthias Dippacher 7 h 16 min 58 s |

### Femmes
| Catégorie  | Or                           | Argent                       | Bronze                       |
| ---------- | ---------------------------- | ---------------------------- | ---------------------------- |
| Individuel | Cecilia Mora 7 h 53 min 18 s | Angela Mudge 8 h 12 min 29 s | Lizzy Hawker 8 h 22 min 21 s |